# Chřibská (Praha)
Chřibská je ulice v Praze 8 Ďáblicích spojující ulici Kokořínskou a U Chaloupek. Ulice měří asi 685 metrů. Je jednosměrná z Kokořínské do Kostelecké a z Kostelecké k ulici U Chaloupek obráceně, tedy od ulice U Chaloupek k ulici Kostelecké. Ulice nese název po severočeské vesnici Chřiby.

## Průběh
Ulice začíná u sportovních hřišť v ulici Kokořínská, na kterou se napojuje v ostrém zpětném úhlu. Kokořínská sem přichází od severozápadu, Chřibská pokračuje na severozápad. Po několika metrech odbočuje vlevo Mšenská a dále zleva přichází Lobečská. Následuje křížení s hlavní Kosteleckou. Poté zprava přichází Byškovická a dále zprava U Chaloupek. Chřibská pokračuje ještě dále a je v tomto směru slepá. Končí vraty soukromého pozemku; je zde odbočka vpravo v podobě účelové komunikace vedoucí k objektu u dálnice.

## Historie
Ulice se v letech 1922–1971 jmenovala Havlíčkova po Karlu Havlíčku Borovském, protože do roku 1968 nebyly Ďáblice součástí Prahy. Po jejich připojení byla přejmenována na Chřibskou po vesnici Chřiby v severních Čechách, protože název Havlíčkova byl již obsazen pro ulici na Praze 1 spolující ulice Na Poříčí a Hybernskou a Dlážděnou.